# Lucie Šafránková
Lucie Šafránková (* 21. května 1987) je česká politička a obchodní manažerka, od října 2017 poslankyně Poslanecké sněmovny PČR, od roku 2024 zastupitelka Jihomoravského kraje, v letech 2018 až 2022 zastupitelka města Brna, členka hnutí SPD.

## Život
Vystudovala soukromou Pražskou vysokou školu psychosociálních studií (získala titul Bc.).
Lucie Šafránková žije v Brně.

## Politické působení
Je členkou hnutí SPD, zastává v něm funkci první místopředsedkyně Regionálního klubu SPD Jihomoravského kraje.
V krajských volbách v roce 2016 kandidovala za hnutí SPD na kandidátce subjektu "Koalice Svoboda a přímá demokracie - Tomio Okamura (SPD) a Strana Práv Občanů" do Zastupitelstva Jihomoravského kraje, ale neuspěla (skončila jako první náhradnice).
Ve volbách do Poslanecké sněmovny PČR v roce 2017 byla za hnutí SPD zvolena poslankyní v Jihomoravském kraji, a to ze druhého místa kandidátky. Na internetu se po jejím zvolení objevilo video, kde tančí a vybízí potenciální klienty k objednání zpěváka, moderátora či DJ na akci. Video má erotický podtón.
V komunálních volbách v roce 2018 byla zvolena za hnutí SPD zastupitelkou města Brna. V komunálních volbách v roce 2022 již nekandidovala.
Ve volbách do Poslanecké sněmovny PČR v roce 2021 kandidovala za hnutí SPD na 2. místě kandidátky v Jihomoravském kraji. Získala 2 409 preferenčních hlasů, a stala se tak znovu poslankyní.
V krajských volbách v září 2024 byla zvolena z pozice členky hnutí SPD zastupitelkou Jihomoravského kraje, a to na kandidátce koalice „SPD, Trikolora, PRO a Svobodní“.
Ve sněmovních volbách v roce 2025 figuruje na 2. místě kandidátní listiny hnutí SPD (listina sdružuje kandidáty SPD, Trikolory, Svobodných a PRO) ve Jihomoravském kraji.